# Calico Rock
Calico Rock és una població dels Estats Units a l'estat d'Arkansas. Segons el cens del 2000 tenia 991 habitants.

## Demografia
Segons el cens del 2000, Calico Rock tenia 991 habitants, 428 habitatges, i 264 famílies. La densitat de població era de 106,9 habitants/km².
Dels 428 habitatges en un 27,8% hi vivien nens de menys de 18 anys, en un 45,8% hi vivien parelles casades, en un 12,6% dones solteres, i en un 38,3% no eren unitats familiars. En el 35,5% dels habitatges hi vivien persones soles el 17,1% de les quals corresponia a persones de 65 anys o més que vivien soles. El nombre mitjà de persones vivint en cada habitatge era de 2,2 i el nombre mitjà de persones que vivien en cada família era de 2,85.
Per edats la població es repartia de la següent manera: un 23,9% tenia menys de 18 anys, un 6,8% entre 18 i 24, un 24,6% entre 25 i 44, un 21,9% de 45 a 60 i un 22,8% 65 anys o més.
L'edat mediana era de 40 anys. Per cada 100 dones de 18 o més anys hi havia 76,2 homes.
La renda mediana per habitatge era de 23.200 $ i la renda mediana per família de 31.328 $. Els homes tenien una renda mediana de 20.833 $ mentre que les dones 18.125 $. La renda per capita de la població era de 14.305 $. Entorn del 20,2% de les famílies i el 26,2% de la població estaven per davall del llindar de pobresa.

## Poblacions més properes
El següent diagrama mostra les poblacions més properes.